# Chaetocnema serpentina
Chaetocnema serpentina är en skalbaggsart som beskrevs av R. White 1996. Chaetocnema serpentina ingår i släktet Chaetocnema och familjen bladbaggar. Inga underarter finns listade i Catalogue of Life.